# Team Vorarlberg/Saison 2014
Dieser Artikel listet Erfolge und Fahrer des Radsportteams Vorarlberg in der Saison 2014 auf.

## Erfolge in der UCI Asia Tour
In den Rennen der UCI Asia Tour Saison 2014 der UCI Asia Tour gelangen die nachstehenden Erfolge.
| Datum        | Rennen                    | Kat. | Sieger             |
| ------------ | ------------------------- | ---- | ------------------ |
| 13. März     | 5. Etappe Tour de Taiwan  | 2.1  | Fabian Schnaidt    |
| 17. Juni     | 1. Etappe Tour of Iran    | 2.1  | Fabian Schnaidt    |
| 22. Juni     | 6. Etappe Tour of Iran    | 2.1  | Fabian Schnaidt    |
| 3. September | 5. Etappe Tour of China I | 2.1  | Grischa Janorschke |

## Erfolge in der UCI Europe Tour
In den Rennen der UCI Europe Tour Saison 2014 der UCI Europe Tour gelangen die nachstehenden Erfolge.
| Datum   | Rennen                | Kat. | Fahrer          |
| ------- | --------------------- | ---- | --------------- |
| 24. Mai | 2. Etappe Paris-Arras | 2.2  | Fabian Schnaidt |

## Zugänge – Abgänge
| Zugänge                   | Team 2013                      | Abgänge                      | Team 2014                        |
| ------------------------- | ------------------------------ | ---------------------------- | -------------------------------- |
| Robert Vrečer             | Euskaltel Euskadi              | Diego Ares                   | Memorial-Prefeitura de Santos    |
| Fabian Schnaidt           | Champion System                | Remco Broers                 | Parkhotel Valkenburg Continental |
| Nicolas Baldo             | Atlas Personal-Jakroo          | Luboš Pelánek                | Differdange-Losch                |
| Adrien Chenaux            | Atlas Personal-Jakroo          | Daniel Biedermann            | Gourmetfein Simplon Wels         |
| Nicolas Winter            | Atlas Personal-Jakroo          | Maarten de Jonge             | Terengganu Cycling Team          |
| Grischa Janorschke        | Nutrixxion Abus                | Florian Bissinger            | WSA-Greenlife                    |
| Tobias Wauch              | RV Volksbank Schwalbe Rankweil | Tobias Jenny                 | Unbekannt                        |
| Reinier Honig (ab 08.04.) | Math Salden Limburg            | Dominik Brändle              | Unbekannt                        |
|                           |                                | Boštjan Rezman               | Unbekannt                        |
|                           |                                | Daniel Rinner                | Unbekannt                        |
|                           |                                | Robert Vrečer (bis 22.05.)   | Dopingsperre                     |
|                           |                                | Dominik Hrinkow (bis 25.05.) | Tirol Cycling Team               |

## Mannschaft
| Name               | Geburtstag       | Nationalität |
| ------------------ | ---------------- | ------------ |
| Nicolas Baldo      | 10. Juni 1984    | Frankreich   |
| Adrien Chenaux     | 16. August 1991  | Schweiz      |
| Andreas Hofer      | 8. Februar 1991  | Österreich   |
| Reinier Honig      | 28. Oktober 1983 | Niederlande  |
| Patrick Jäger      | 3. Februar 1994  | Österreich   |
| Grischa Janorschke | 30. Mai 1987     | Deutschland  |
| Fabian Schnaidt    | 27. Oktober 1990 | Deutschland  |
| Christoph Springer | 30. Oktober 1985 | Deutschland  |
| Dennis Wauch       | 7. Januar 1993   | Österreich   |
| Tobias Wauch       | 1. April 1995    | Österreich   |
| Nicolas Winter     | 15. Februar 1989 | Schweiz      |